# Tchung-čchuan (Šen-si)
Tchung-čchuan (čínsky pchin-jinem Tóngchuān, znaky 铜川) je městská prefektura v Čínské lidové republice, kde patří k provincii Šen-si. Celá prefektura má rozlohu 3 886 čtverečních kilometrů a v roce 2010 v ní žilo přes osm set tisíc obyvatel, v roce 2020 téměř sedm set tisíc obyvatel. 

## Poloha
Tchung-čchuan leží v centru provincie a hraničí na severu s Jen-anem, na východě a jihovýchodě s Wej-nanem a na západě a jihozápadě se Sien-jangem.

## Administrativní členění
Městská prefektura Tchung-čchuan se člení na čtyři celky okresní úrovně, a sice tři městské obvody a jeden okres.
| Wang-i Jin-tchaj Jao-čou okres · I-ťün |        |                       |                    |                                  |
| Název                                  | Název  | Počet obyvatel (2020) | Rozloha km² (2020) | Hustota zalidnění (obyv. na km²) |
| český přepis                           | znaky  | Počet obyvatel (2020) | Rozloha km² (2020) | Hustota zalidnění (obyv. na km²) |
| Městské obvody                         |        |                       |                    |                                  |
| Wang-i                                 | 王益区 | 135 298               | 156                | 867                              |
| Jin-tchaj                              | 印台区 | 133 940               | 609                | 220                              |
| Jao-čou                                | 耀州区 | 357 370               | 1 608              | 222                              |
| Okres                                  |        |                       |                    |                                  |
| I-ťün                                  | 宜君县 | 71 714                | 1 512              | 47                               |
|                                        |        |                       |                    |                                  |
| Celkem                                 | Celkem | 698 322               | 3 886              | 180                              |

## Partnerská města
- Bonghwa County, Jižní Korea